# Archilina israelitica
Archilina israelitica är en plattmaskart som beskrevs av Curini-Galletti och Martens 1995. Archilina israelitica ingår i släktet Archilina och familjen Monocelididae. Inga underarter finns listade i Catalogue of Life.